# Поворская сельская община
Поворская сельская община (укр. Поворська сільська громада) — территориальная община в Ковельском районе Волынской области Украины.
Административный центр — село Поворск.
Население составляет 4462 человека. Площадь — 246,9 км².
В соответствии с распоряжением Кабинета Министров Украины от 12 июня 2020 года, в состав общины вошла территория Козлиничевского, Песочненского, Поворского и Ситовичевского сельских советов Ковельского района.

## Населённые пункты
В состав общины входит 11 сёл:
- Поворск
- Козлиничевский старостинский округ:
  - Гривятки
  - Гулевка
  - Заячевка
  - Козлиничи
  - Луковка
  - Озёрное
  - Песочное
  - Светлое
  - Ситовичи
  - Шкурат